# Sparterie

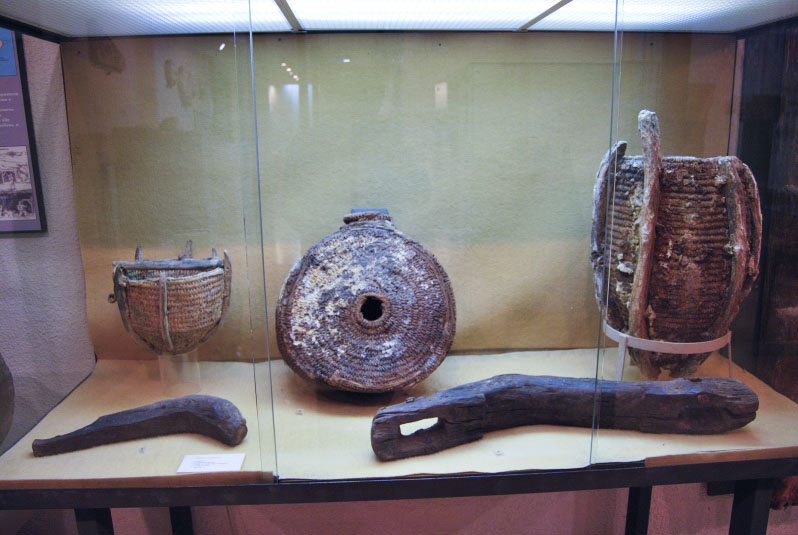
Objets en sparterie retrouvés dans la mine romaine de Carthagène (Espagne).

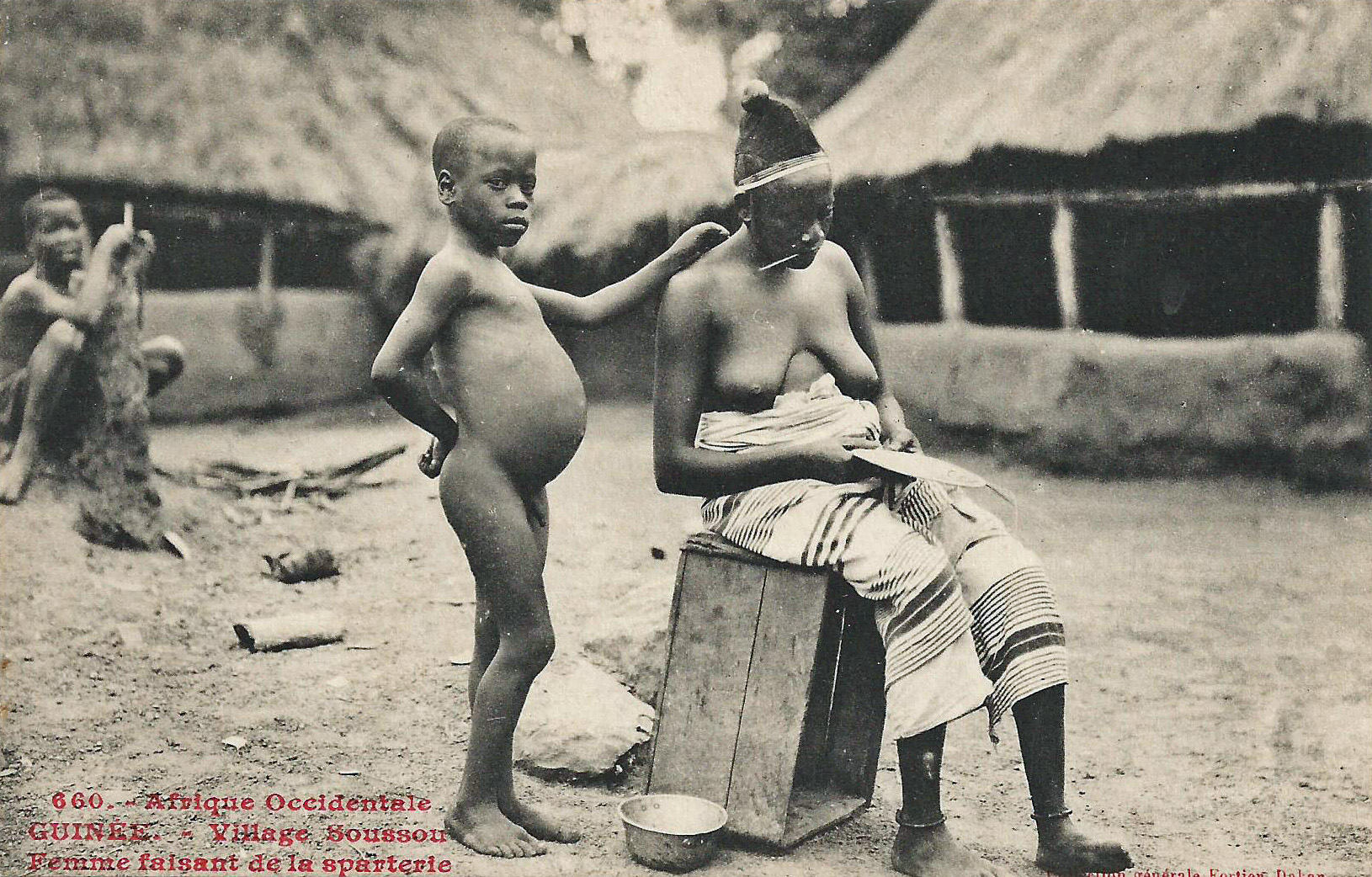
Femme faisant de la sparterie dans un village soussou de Guinée.

La sparterie est à proprement parler l'industrie de l'alfa (ou spart), une fibre végétale dure. Par extension, le terme regroupe la fabrication d'objets en fibres dures, en particulier issues de la noix de coco, du sisal (agave), du jute et de la ronce. C'est une technique qui remonte au moins au Néolithique.